# Rockstar Games
Rockstar Games, Inc., ibland kallat Rockstar NYC, är ett amerikanskt multinationellt datorspelsföretag som ägs av Take-Two Interactive som äger ett flertal utvecklingsstudior i Nordamerika och Europa. Företaget grundades 1998 av Terry Donovan, Gary Foreman, Dan Houser, Sam Houser och Jamie King. Donovan har sedan lämnat företaget och ersatts av Gary Dale, som tidigare var VD för Capcom. Dale, tillsammans med Sam och Dan Houser, är företagets ledare. Foreman och King lämnade också Rockstar och startade 4mm Games som sedan gick i konkurs. Företaget har för närvarande sitt huvudkontor i New York.
Rockstar är mest känt för att ha utvecklat den prisbelönta actionspelserien Grand Theft Auto.

## Dotterbolag

### Datorspelsutvecklare
Rockstar Games består av olika spelstudior som har förvärvats och bytt namn, liksom andra som har skapats internt. Medan många av de studior som Take-Two har förvärvat och som har slagits samman till Rockstar Games, har flera andra nya spelföretag behållit sina tidigare identiteter och har blivit en del av företagets 2K Games-division.

#### Nuvarande
|  | Namn                 | År   | Fakta |
|  | -------------------- | ---- | --- |
|  | Rockstar Dundee      | 2020 | Baserat i Dundee, Skottland. Tidigare känt som Ruffian Games och sedan 2019 arbetat med Rockstar med att hjälpa att utveckla deras spel.                                                                     |
|  | Rockstar Leeds       | 2004 | Baserat i Leeds, England. Tidigare känt som Mobius Entertainment. De hjälpte till med att utveckla tre GTA-spel till Playstation Portable, samt PC-versionen av L.A. Noire.                                  |
|  | Rockstar London      | 2005 | Baserat i London, England. Bildades i november 2005. Arbetat med Manhunt 2. |
|  | Rockstar New England | 2008 | Baserat i Andover, Massachusetts i USA. Tidigare känt som Mad Doc Software. Förvärvades år 2008 och är Rockstarts nyaste förvärvade avdelning, mest kända för att vara utvecklarna av Empire Earth III.      |
|  | Rockstar North       | 2002 | Baserat i Edinburgh, Skottland. Betraktas vara Rockstars mest kända avdelning. Tidigare känt som DMA Design. De är kända för att vara utvecklarna av Grand Theft Auto-serien och Manhunt.                    |
|  | Rockstar San Diego   | 2003 | Baserat i Carlsbad, Kalifornien i USA. Tidigare känt som Angel Studios. Mest kända för att vara utvecklarna av Midtown Madness, Midnight Club, Red Dead Revolver och det kritikerrosade Red Dead Redemption. |
|  | Rockstar Toronto     | 1999 | Baserat i Oakville, Ontario i Kanada. Take Two:s in-house studio, tidigare känt som Rockstar Canada. Deras mest kända spel är deras speltolkning av filmen The Warriors.                                     |

#### Före detta
|  | Namn               | Tidsperiod | Fakta |
|  | ------------------ | ---------- | --- |
|  | Rockstar Vancouver | 2002–2012  | Baserat i Vancouver, British Columbia i Kanada. De var tidigare kända som Barking Dog Studios. Studion har utvecklat Bully och Max Payne 3. Några månader efter att MP3 släppt stängdes studion ner och de anställda flyttades till valfri kvarvarande Rockstar Studio. |
|  | Rockstar Vienna    | 2003–2006  | Baserat i Wien, Österrike. Tidigare känt som neo Software, och som stängdes ner den 11 maj 2006. Arbetade med Max Payne och Max Payne 2 samt Grand Theft Auto: Double Pack.                                                                                             |

### Övriga
|  | Namn                   | År   | Fakta |
|  | ---------------------- | ---- | --- |
|  | RAGE Technology Group  | 2004 | Baserat i Carlsbad, Kalifornien. De arbetar med att utveckla spelmotorn Rockstar Advanced Game Engine.                            |
|  | Rockstar India         | 2016 | Baserat i Bangalore i Indien. De arbetar med färgläggning av spel och programmering av animationer.                               |
|  | Rockstar International | 2003 | Baserat i London i England. De arbetar med utgivning av datorspel som utvecklats av Rockstar Games.                               |
|  | Rockstar Lincoln       | 1999 | Baserat i Lincoln, England. De arbetar med kvalitetssäkring och lokalisering, tidigare känd som Spidersoft och Tarantula Studios. |

## Utgivna spel
| Speltitel                                              | År   | Format |
| ------------------------------------------------------ | ---- | --- |
| Grand Theft Auto                                       | 1997 | Playstation, Microsoft Windows, Game Boy Color                                                                       |
| Grand Theft Auto: London 1969                          | 1999 | Microsoft Windows, Playstation                                                                                       |
| Grand Theft Auto: London 1961                          | 1999 | Microsoft Windows |
| Grand Theft Auto 2                                     | 1999 | Microsoft Windows, Playstation, Dreamcast, Game Boy Color                                                            |
| Earthworm Jim 3D                                       | 1999 | Nintendo 64 |
| Evel Knievel                                           | 1999 | Game Boy Color |
| Thrasher: Skate and Destroy                            | 1999 | Playstation |
| Austin Powers: Oh Behave                               | 2000 | Game Boy Color |
| Austin Powers: Welcome to My Underground Lair!         | 2000 | Game Boy Color |
| Wild Metal: Reclaim the Future                         | 2000 | Dreamcast |
| Midnight Club: Street Racing                           | 2000 | Playstation 2 |
| Surfing H3O                                            | 2000 | Playstation 2 |
| Smuggler's Run                                         | 2000 | Playstation 2 |
| Smuggler's Run 2: Hostile Territory                    | 2001 | Playstation 2 |
| Oni                                                    | 2001 | Playstation 2 |
| Max Payne                                              | 2001 | Playstation 2, Xbox, Game Boy Advance                                                                                |
| Grand Theft Auto III                                   | 2001 | Playstation 2, Xbox, Microsoft Windows, Mac OS, iOS, Android                                                         |
| The Italian Job                                        | 2001 | Playstation, Microsoft Windows                                                                                       |
| State of Emergency                                     | 2002 | Playstation 2, Xbox, Microsoft Windows                                                                               |
| Smuggler's Run: Warzones                               | 2002 | Nintendo GameCube |
| Grand Theft Auto: Vice City                            | 2002 | Playstation 2, Xbox, Microsoft Windows, Mac OS                                                                       |
| Midnight Club II                                       | 2003 | Playstation 2, Xbox, Microsoft Windows                                                                               |
| Max Payne 2: The Fall of Max Payne                     | 2003 | Playstation 2, Xbox, Microsoft Windows                                                                               |
| Manhunt                                                | 2003 | Playstation 2, Xbox, Microsoft Windows                                                                               |
| Red Dead Revolver                                      | 2004 | Playstation 2, Xbox                                                                                                  |
| Grand Theft Auto Advance                               | 2004 | Game Boy Advance |
| Grand Theft Auto: San Andreas                          | 2004 | Playstation 2, Xbox, Microsoft Windows, Mac OS                                                                       |
| Midnight Club 3: DUB Edition                           | 2005 | Playstation 2, Xbox, Playstation Portable                                                                            |
| The Warriors                                           | 2005 | Playstation 2, Xbox, Playstation Portable                                                                            |
| Grand Theft Auto: Liberty City Stories                 | 2005 | Playstation Portable, Playstation 2                                                                                  |
| Midnight Club 3: DUB Edition Remix                     | 2006 | Playstation 2, Xbox                                                                                                  |
| Rockstar Games Presents Table Tennis                   | 2006 | Xbox 360, Wii |
| Bully (aka Canis Canem Edit)                           | 2006 | Playstation 2 |
| Grand Theft Auto: Vice City Stories                    | 2006 | Playstation Portable, Playstation 2                                                                                  |
| Manhunt 2                                              | 2007 | Playstation Portable, Playstation 2, Wii, Microsoft Windows                                                          |
| Bully: Scholarship Edition                             | 2008 | Xbox 360, Wii, Microsoft Windows                                                                                     |
| Grand Theft Auto IV                                    | 2008 | Playstation 3, Xbox 360, Microsoft Windows                                                                           |
| Midnight Club: Los Angeles                             | 2008 | Playstation 3, Xbox 360                                                                                              |
| Midnight Club: L.A. Remix                              | 2008 | Playstation Portable                                                                                                 |
| Grand Theft Auto IV: The Lost and Damned               | 2009 | Playstation 3, Xbox 360, Microsoft Windows                                                                           |
| Grand Theft Auto: Chinatown Wars                       | 2009 | Nintendo DS, Playstation Portable, iOS                                                                               |
| Beaterator                                             | 2009 | Playstation Portable, iOS                                                                                            |
| Grand Theft Auto: The Ballad of Gay Tony               | 2009 | Playstation 3, Xbox 360, Microsoft Windows                                                                           |
| Grand Theft Auto: Episodes from Liberty City           | 2009 | Playstation 3, Xbox 360, Microsoft Windows                                                                           |
| Red Dead Redemption                                    | 2010 | Playstation 3, Xbox 360                                                                                              |
| Red Dead Redemption: Undead Nightmare                  | 2010 | Playstation 3, Xbox 360                                                                                              |
| L.A. Noire                                             | 2011 | Playstation 3, Xbox 360, Microsoft Windows                                                                           |
| Max Payne 3                                            | 2012 | Playstation 3, Xbox 360, Microsoft Windows                                                                           |
| Grand Theft Auto V                                     | 2013 | Playstation 3, Xbox 360, Playstation 4, Xbox One, PC                                                                 |
| Grand Theft Auto Online                                | 2013 | Playstation 3, Xbox 360, Playstation 4, Xbox One, PC                                                                 |
| Red Dead Redemption 2                                  | 2018 | Playstation 4, Xbox One, Microsoft Windows, Stadia                                                                   |
| Red Dead Online                                        | 2019 | Playstation 4, Xbox One, Microsoft Windows, Stadia                                                                   |
| Grand Theft Auto: The Trilogy – The Definitive Edition | 2021 | Playstation 4, Playstation 5, Xbox One, Xbox Series X och Series S, Nintendo Switch, IOS, Android, Microsoft Windows |